# Грабров Поток
Грабров Поток (хорв. Grabrov Potok) — населений пункт у Хорватії, у Сисацько-Мославинській жупанії у складі громади Велика Лудина.

## Населення
Населення за даними перепису 2011 року становило 104 осіб.
Динаміка чисельності населення поселення:

## Клімат
Середня річна температура становить 11,14 °C, середня максимальна – 26,04 °C, а середня мінімальна – -6,02 °C. Середня річна кількість опадів – 866 мм.
| Клімат поселення                              | Клімат поселення | Клімат поселення | Клімат поселення | Клімат поселення | Клімат поселення | Клімат поселення | Клімат поселення | Клімат поселення | Клімат поселення | Клімат поселення | Клімат поселення | Клімат поселення | Клімат поселення |
| Показник                                      | Січ.             | Лют.             | Бер.             | Квіт.            | Трав.            | Черв.            | Лип.             | Серп.            | Вер.             | Жовт.            | Лист.            | Груд.            |                  |
| Середній максимум, °C                         | 6,68             | 8,73             | 13,28            | 17,65            | 22,84            | 26,04            | 25,19            | 24,45            | 20,41            | 15,28            | 9,69             | 5,48             |                  |
| Середня температура, °C                       | 0,32             | 2,40             | 6,93             | 11,30            | 16,50            | 19,70            | 21,18            | 20,46            | 16,42            | 11,27            | 5,68             | 1,50             |                  |
| Середній мінімум, °C                          | −6,02            | −3,94            | 0,60             | 4,96             | 10,16            | 13,36            | 17,18            | 16,46            | 12,41            | 7,27             | 1,68             | −2,5             |                  |
| Норма опадів, мм                              | 52               | 50               | 57               | 68               | 78               | 91               | 78               | 82               | 78               | 80               | 86               | 66               |                  |
| Середньомісячна швидкість вітру, м/с          | 1.90             | 2.10             | 2.50             | 2.39             | 2.20             | 2.00             | 1.94             | 1.80             | 1.80             | 1.83             | 1.90             | 1.90             |                  |
| Середньомісячна сонячна радіація, кДж/м²·день | 4217             | 6958             | 10726            | 15210            | 19393            | 21434            | 22577            | 19609            | 14477            | 8949             | 4674             | 3404             |                  |
| --------------------------------------------- | ---------------- | ---------------- | ---------------- | ---------------- | ---------------- | ---------------- | ---------------- | ---------------- | ---------------- | ---------------- | ---------------- | ---------------- | ---------------- |
| Джерело:                                      |                  |                  |                  |                  |                  |                  |                  |                  |                  |                  |                  |                  |                  |